# Olof Andersson (präst)
Anders Olof Andersson, född 6 februari 1900 i Vättlösa församling i dåvarande Skaraborgs län, död 27 april 1983 i Hova församling i samma län, var en svensk präst, verksam inom Svenska kyrkan i Skara stift.
Olof Andersson var son till lantbrukaren Alfred Andersson och Kristina Andersson. Efter studentexamen i Skara 1918 fortsatte han med akademiska studier i Uppsala, där han blev filosofie kandidat och filosofie magister 1924 samt teologie kandidat 1930. Han prästvigdes året efter och blev komminister i Hova församling 1932, kyrkoherde 1940 och kontraktsprost för Norra Vadsbo kontrakt 1954 och Vadsbo kontrakt från 1962. 1965 gick han i pension. Han var ordförande i pastoratets kyrkoråd och församlingsdeleg. Han medverkade med artiklar bland annat i Skara stifts julhälsning och tidningen Kyrkvägen. Han var ledamot av Nordstjärneorden (LNO).
Han gifte sig 1931 med skolköksläraren Hillevi Melin (1901–1987) av släkten Melin från Västergötland, dotter till kontraktsprosten Samuel Melin och Hilda Stenborg. Han fick barnen Göran 1932, Birgitta 1933 (död 1934), Gunilla 1935, Agneta 1936, Christer 1942 (död 1967) och Esbjörn 1944.
Olof Andersson är begravd på Hova kyrkogård tillsammans med hustru och sonen Christer.